# 水沼県主
水沼県主（みぬまのあがたぬし)は、筑後国三潴郡一帯を支配していた県主の一つ。水間君の祖。

## 日本書紀の記述
```
【日本書紀 景行天皇十八年七月丁酉条】（18年7月7日）
```

八女県 に着いた景行天皇が藤山を越え、南方の粟岬を望んだ。

```
そして詔して「その山の峰は幾重にも重なってとても美しい。もしや神がその山におられるのか」と言った。

 そこで水沼県主猿大海が「
八女津媛
という名の女神がおられます。常に山の中においでです」と言った。
```